# Rheinbaben

Wappen derer von Rheinbaben

Rheinbaben, auch Reinbaben, ist der Name eines alten schlesischen Adelsgeschlechts. Der Name wechselte zwischen Ry(i)m(n)bab(e,a,en), Reymbaben, R(h)einbaben und Ryanbaben. 

## Geschichte
Das Geschlecht wurde urkundlich erstmals im Jahre 1272 mit Paul Rymbab erwähnt. Er gehörte zur Gefolgschaft Herzog Heinrichs IV. von Schlesien. Die Familie, die unter verschiedenen Schreibweisen, sogar mit dem Namen Regenbogen auftrat, war jahrhundertelang im Schlesischen Landadel vertreten. Im Laufe der Zeit siedelten Angehörige aber auch in Polen, der Mark Brandenburg, in Pommern und in Westpreußen.
Paschka Rymbabe lebte urkundlich 1434 und war der Stammvater der noch heute blühenden Zweige. Seine Nachkommen siedelten in Kadlau bei Breslau und Stampen bei Oels. Im 17. Jahrhundert bildeten sich dann zwei große Linien, eine ältere und eine jüngere. In zwei Ästen der älteren Linie ist der gewohnheitsrechtlich getragene Freiherrentitel 1881 und 1882 im Königreich Preußen bestätigt worden. Einem um 1800 erloschenen Zweig der jüngeren Linie wurde 1736 der Freiherrenstand durch Diplom verliehen.
Das Geschlecht hat bedeutende Staatsbeamte und Offiziere hervorgebracht. Der Polyhistor
Reichsfreiherr Georg Wilhelm von Rheinbaben (1674–1739) war Präsident des sachsen-weimarischen geheimen Rates. Freiherr Georg von Rheinbaben (1855–1921) war preußischer Staatsminister und Oberpräsident der Rheinprovinz.

## Wappen
Das Stammwappen zeigt in Gold einen springenden schwarzen Hirsch mit rotem Geweih. Auf dem Helm ist der Hirsch wachsend. Die Helmdecken sind schwarz-golden.

## Bekannte Familienmitglieder
- August von Rheinbaben (1785–1859), preußischer Landrat vom Landkreis Crossen (Oder) (1828–1859), Ritterschaftsdirektor der Neumark
- Albert von Rheinbaben (1813–1880), preußischer General der Kavallerie
- Georg Freiherr von Rheinbaben (1855–1921), preußischer Finanzminister und Gönner der Stadt Krefeld
- Georg Wilhelm von Rheinbaben (1674–1739), Präsident des sachsen-weimarschen geheimen Rates und Polyhistor
- Günther von Rheinbaben, preußischer Landrat[1] vom Landkreis Osthavelland von 1932 bis 1945
- Karl Heinrich von Rheinbaben (1781–1843), preußischer Generalleutnant
- Paul Karl Ferdinand von Rheinbaben (1844–1921), Regierungsbeamter und Mitglied des Deutschen Reichstags
- Paul Georg Kaspar von Rheinbaben (1834–1905), preußischer Generalleutnant
- Richard von Rheinbaben (* 1960), deutscher Unternehmer
- Rochus von Rheinbaben (1893–1937), deutscher politischer Aktivist und Schriftsteller
- Werner von Rheinbaben (1878–1975), deutscher Politiker (DVP) und MdR
- Wilhelm von Rheinbaben (1813–1891), preußischer Landrat vom Landkreis Crossen (Oder) (1859–1889)

## Sekundärliteratur
- Otto Hupp: Münchener Kalender 1924. Verlagsanstalt Buch u. Kunstdruckerei AG, München/Regensburg 1924.